# Evandro Leitão
Pour les articles homonymes, voir Leitão.
Evandro Leitão est un fonctionnaire et homme politique brésilien, né le 16 avril 1967 à Fortaleza (Brésil). Il est député d'État du Ceará depuis 2015 et président de l'Assemblée de Ceará depuis 2021.
Élu du Parti démocratique travailliste entre 2015 et 2023, il rallie le Parti des travailleurs en 2023, influencé par Camilo Santana. Lors des élections municipales de 2024, il est élu maire de Fortaleza.

## Biographie

### Famille et parcours universitaire
Fils de Silvia Maria Miranda Barreto Leitão et Wellington Rocha Leitão, Evandro Leitão est né le 16 avril 1967 à Fortaleza, dans la capitale du Ceará. Il est titulaire d'une licence en sciences économiques de l'université de Fortaleza et en droit de la Faculté intégrée du Ceará. 
Il a également obtenu un diplôme en gestion publique du Secrétariat d'administration du Ceará et en marketing de la Bourse régionale. Il a travaillé comme fonctionnaire et auditeur adjoint au Département des finances de l'État du Ceará.

### Parcours professionnel

#### Président du Ceará Sporting Club (2008-2015)
Grâce à sa formation d'économiste, Evandro commence à travailler dans les organes de direction du Ceará Sporting Club, l'une des principales équipes sportives du Nord-Est du Brésil. À partir de 2008, il devient président du Club, il exerce ses fonctions jusqu'en 2015. 
À la tête d'Alvinegro, il a remporté une Copa do Nordeste, le Championnat du Ceará de football à quatre reprises, l'accès à la série A brésilienne et un classement inédit à la Copa Sudamericana. Après avoir quitté la présidence du club, Evandro a rejoint son conseil exécutif entre 2018 et 2022.

### Parcours politique

#### Première candidature en 2010 et Secrétaire d'État du Ceará
Après l'une des meilleures saison du Ceará Sporting Club, accédant à la série A du championnat brésilien en 2009 (3e place de la série B en 2009), Evandro Leitão commence sa carrière politique aux élections du Ceará. Lors des élections de 2010, militant du PDT depuis un an, il est candidat à l'Assemblée législative de l'État. 
A l'issue de l'élection, il obtient 31 850 voix. S'il n'est pas élu, Evandro Leitão est nommé secrétaire d'État au Travail et au Développement social entre 2011 et 2013, auprès de Cid Gomes.

#### Député d'État du Ceará
Lors des élections de l'État en 2014, Evandro Leitão est élu député d'État pour la première fois avec 70 228 voix. il est le 12e candidat le plus voté parmi les 46 élus de l'Assemblée. Il s'est distingué dans la politique du Ceará en tant que chef du gouvernement du gouverneur Camilo Santana à l'Assemblée législative entre 2015 à 2018.
Lors des élections de 2018, il est le 9e candidat le plus voté dans l'État parmi les 46 députés de l'Assemblée. Il parvient à la cinquième place parmi les candidats de la coalition de Camilo Santana avec 83 486 voix. Il a été élu à l'unanimité président de l'Assemblée législative du Ceará en 2021 et réélu en 2023,.
Lors des élections de 2022, il est réélu député de l'État avec 113 808 voix. Le 29 août 2023, il décide de quitter le Parti démocratique travailliste, au milieu d'un conflit fratricide au sein du parti entre Ciro et Cid Gomes, les deux se disputant la présidence du parti dans l'État.

#### Maire de Fortaleza
Le 17 décembre 2023, sous le parrainage et grâce à l'influence du ministre et ancien gouverneur Camilo Santana, il décide de rejoindre le Parti des travailleurs et se déclare pré-candidat du parti à la mairie de Fortaleza. En août 2024, sa candidature est officialisée lors d'un congrès du Parti des travailleurs à Fortaleza, en présence du président Luiz Inácio Lula da Silva. Pendant sa campagne, il reçoit le soutien fréquent du président Lula, du ministre Camilo Santana et du gouverneur Elmano de Freitas.
À l'issue du premier tour, les résultats pour la mairie de Fortaleza répète la polarisation entre Lula et Jair Bolsonaro lors de l'élection présidentielle de 2022. Le candidat et député fédéral André Fernandes (PL) arrive en tête avec 40,30% des voix, contre 34,44% des voix pour Evandro Leitão (PT).
Lors de la campagne du second tour, Leitão déploie une campagne luliste sur les réseaux sociaux, à la télévision et dans la propagande électorale, avec une mise en avant du président Lula. Comme le souligne la sociologue Monalisa Soares, la « force du lulisme est toujours majoritaire » dans le Ceará, comme l'a montré les résultats de Lula à la présidentielle de 2022, le candidat de gauche ayant remporté la totalité des 184 municipalités de l'Etat.
Le candidat de gauche parvient à retourner la situation au second tour et l'emporte avec 50,38% des voix et un écart de 10 838 voix face à André Fernandes, qui obtient 49,62% des voix. Il gagne notamment grâce au changement de vote en sa faveur dans 43 quartiers de la ville, qui avaient préféré voté pour André Fernandes lors du premier tour.